# Padang Mancang
Padang Mancang is een bestuurslaag in het regentschap Aceh Barat van de provincie Atjeh, Indonesië. Padang Mancang telt 487 inwoners (volkstelling 2010).